# Đức khiết tịnh

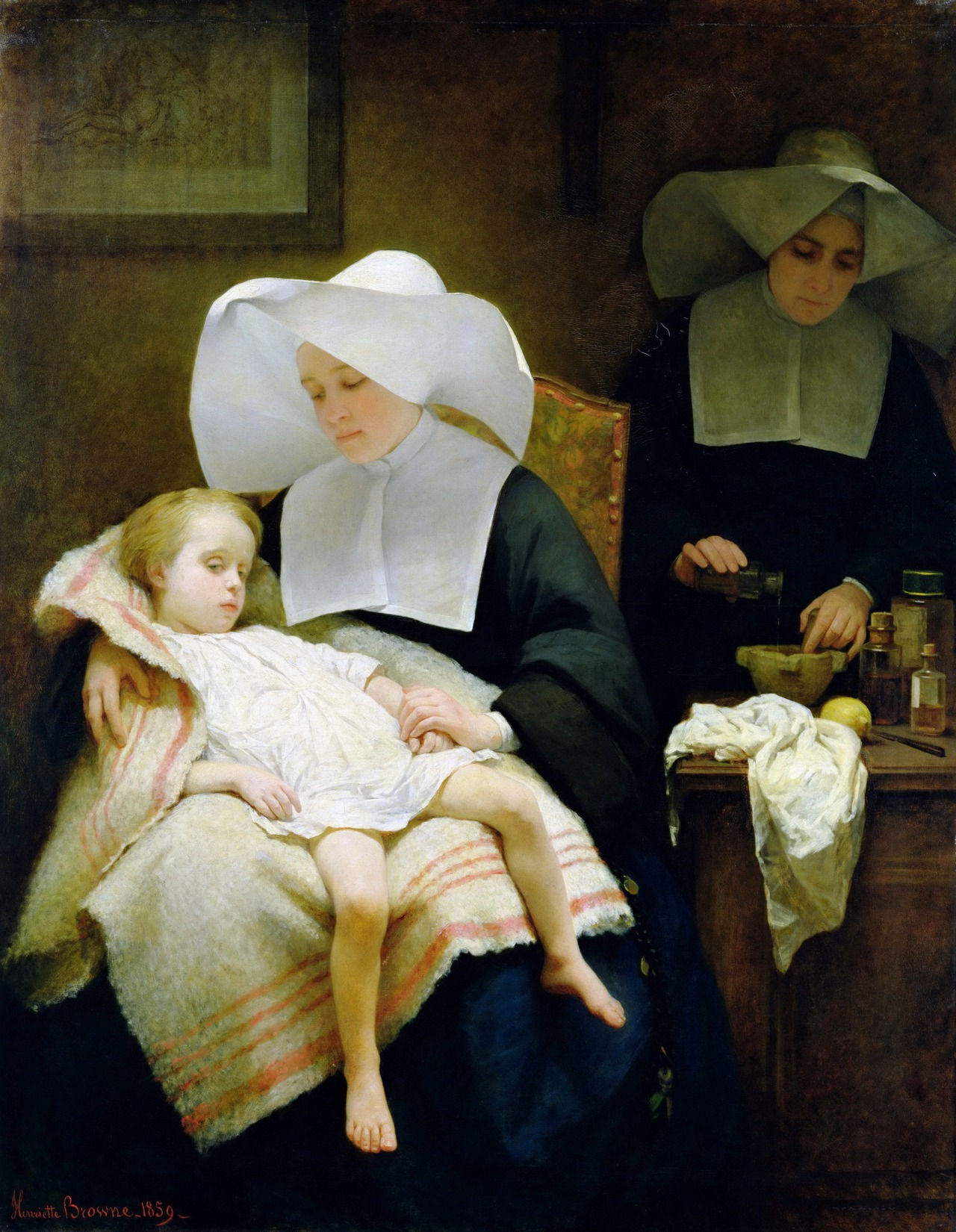
Những nữ tu khiết tịnh sống đời thánh hiến thuộc Dòng Con cái Thánh Vincent de Paul Bác ái

Đức khiết tịnh (Chastity) hay còn gọi là Trong sạch (Purity) là một đức hạnh liên quan đến tiết hạnh. Người được gọi Tiết hạnh (Chaste) sẽ không thực hiện hoạt động tình dục được coi là vô đạo đức (theo Chuẩn mực tình dục) hoặc bất kỳ hoạt động tình dục nào theo hoàn cảnh sống của họ để giữ gìn danh dự, là thói quen tiết chế ham muốn tình dục vì lý do chính đáng, đây không chỉ là sự chỉnh đốn hành vi, vốn là sự tự kiểm soát, nhưng còn là ước muốn mãnh liệt dẫn dắt hành vi tình dục. Cụm từ tịnh khiết và trinh tiết bắt nguồn từ tính từ Latin là Castus (nghĩa là "đoạn tuyệt", "tách biệt", "thuần khiết"), còn khiết tịnh có nghĩa là "đạo đức", danh dự, nó cũng như một danh từ chỉ về một trinh nữ trong khi trinh tiết có nghĩa là "sự trong trắng" (tình dục). Thomas Aquinas liên kết Castus (trinh khiết) với động từ Latinh là Castigo ("trừng phạt, khiển trách, sửa chữa"), có tham chiếu đến câu nói Aristotle: "Sự khiết tịnh lấy tên từ thực tế là lý trí trừng phạt dục vọng, giống như một đứa trẻ, cần được kiềm chế, như triết gia đã nói".

## Dẫn luận
Trong nhiều truyền thống Kitô giáo, khiết tịnh đồng nghĩa với đức hạnh. Giáo hội Công giáo dạy rằng đức khiết tịnh theo lời của hồng y giám mục Alfonso López Trujillo bao gồm "sự hội nhập thành công của tính dục bên trong con người và do đó là sự thống nhất bên trong của con người trong bản thể thể xác và tinh thần của họ". Chiếc nhẫn thanh khiết được đeo trước hôn nhân thánh thiện từ những người kết hôn hoặc trong suốt quãng đời còn lại với những người sống độc thân. Trong một số bối cảnh, chẳng hạn như khi thực hiện lời khấn khiết tịnh (Kinh đền tạ Trái Tim Cực Thánh Đức Chúa Giêsu về những những thói tục xấu xa làm dịp cho kẻ hãy còn thanh sạch mất lòng khiết tịnh, tội bỏ chẳng giữ các ngày lễ, sự nói lộng ngôn phạm đến Chúa), khiết tịnh có nghĩa là sống độc thân và thường đi theo con đường tu sĩ, đan sĩ, Luật sĩ, sống một đời sống thánh hiến, tuyên xưng các lời khuyên Phúc âm khó nghèo, sống khiết tịnh. 

## Luật khiết tịnh
Luật khiết tịnh (Law of chastity) trong Mặc Môn giáo là một quy tắc đạo đức được Giáo hội các Thánh hữu Ngày sau của Chúa Giêsu Kytô (Nhà thờ LDS) xác định. Theo Hội thánh Mặc Môn thì trinh tiết có nghĩa là "quan hệ tình dục chỉ đúng đắn giữa một người đàn ông và một người phụ nữ đã kết hôn hợp pháp và hợp pháp với tư cách là vợ chồng" vì vậy, cần phải kiêng quan hệ tình dục ngoài hôn nhân và hoàn toàn sự chung thủy với vợ/chồng trong thời kỳ hôn nhân, là một phần của luật trinh khiết, nhà thờ dạy các thành viên của mình kiêng ngoại tình và gian dâm. Theo quy định của những tín nhân Mặc Môn thì chúng ta chỉ được có mối quan hệ tình dục với người phối ngẫu của mình là người mà chúng ta đã hợp pháp kết hôn mà thôi. Không một ai, nam hay nữ, được có mối quan hệ tình dục trước khi kết hôn. Sau khi kết hôn, mối quan hệ tình dục chỉ được phép với người phối ngẫu của mình mà thôi. Chúa đã phán với dân Y Sơ Ra Ên: “Ngươi chớ phạm tội tà dâm” (Xuất Ê Díp Tô Ký 20:14). Chúa Giêsu Kitô đã dạy: “Các con đã nghe người xưa dạy rằng: Chớ ngoại tình, nhưng Ta bảo các con: Ai nhìn phụ nữ mà thèm muốn, thì trong lòng đã ngoại tình với người ấy rồi”.
Những người dân Y Sơ Ra Ên mà đã vi phạm giáo lệnh này đều chịu các hình phạt nặng nề. Chúa đã nhắc lại giáo lệnh này trong những ngày sau (Giáo lý và Giao ước 42:24). Chúng ta đã được dạy rằng luật trinh khiết bao gồm nhiều vấn đề hơn là chỉ sự giao hợp. Đệ Nhất Chủ Tịch Đoàn đã cảnh cáo giới trẻ về tội lỗi tình dục khác: “Trước khi kết hôn, chớ làm bất cứ điều gì để khơi dậy những mối cảm xúc mạnh mẽ mà chỉ phải được biểu lộ trong vòng hôn nhân mà thôi. Đừng tham gia vào việc hôn nhau say đắm, nằm trên người kia, hoặc sờ vào những phần kín đáo thiêng liêng của thân thể của người kia, dù có hay không có mặc quần áo. Đừng để cho bất cứ người nào làm như thế với các em. Đừng khơi dậy những mối cảm xúc đó trong thân thể của các em” (Cho Sức Mạnh của Giới Trẻ [quyển sách nhỏ, 2001], 27). 
Theo Mặc Môn giáo thì giống như những sự vi phạm khác về luật trinh khiết, sự đồng tính luyến ái là một tội trọng. Các vị tiên tri Ngày Sau đã nói về những nguy cơ của sự đồng tính luyến ái và về mối quan tâm của Giáo Hội đối với những người có thể có khuynh hướng như vậy. Chủ Tịch Gordon B. Hinckley đã nói: “Từ lúc đầu, chúng ta tin rằng hôn nhân giữa một người nam và một người nữ là do Thượng Đế quy định. Chúng ta tin rằng hôn nhân có thể được vĩnh cửu qua việc sử dụng quyền năng của chức tư tế trường cửu trong nhà của Chúa. “Người ta tìm hiểu lập trường của chúng ta về những người tự xem mình được gọi là những người đồng tính luyến ái nam và những người đồng tính luyến ái nữ. Câu trả lời của tôi là chúng ta yêu thương họ với tư cách là các con trai và các con gái của Thượng Đế. Họ có thể có các khuynh hướng nào đó rất mạnh mẽ và có thể khó để kiềm chế. 
Đa số những người có các khuynh hướng về loại này hoặc loại khác vào nhiều thời điểm khác nhau. Nếu họ không hành động theo các khuynh hướng này thì họ có thể tiến bước giống như tất cả các tín hữu khác của Giáo Hội. Nếu họ vi phạm luật trinh khiết và các tiêu chuẩn đạo đức của Giáo Hội thì họ phải chịu kỷ luật của Giáo Hội cũng giống như những người khác vậy. “Chúng ta muốn giúp đỡ những người này, củng cố họ, phụ giúp họ với các vấn đề của họ và giúp họ với những nỗi khó khăn của họ. Nhưng chúng ta không thể đứng yên không làm gì cả nếu họ buông thả trong sinh hoạt vô luân, nếu họ cố gắng ủng hộ và bênh vực tình trạng của cái gọi là hôn nhân đồng giới. Việc cho phép điều như vậy xảy ra là xem thường nền móng rất nghiêm chỉnh và thiêng liêng của hôn nhân đã được Thượng Đế quy định cùng mục đích chính của hôn nhân, việc nuôi dạy gia đình” (trong Conference Report, tháng Mười năm 1998, 91; hoặc Ensign, tháng Mười Một năm 1998, 71).